# テスト対象システム
テスト対象システム（テストたいしょうシステム、英: System under test、SUT）は、正常な動作についてテストされているシステムのことを指す。被試験システム（ひしけんシステム）と言うこともある。国際ソフトウェアテスト資格認定委員会によると、これはテストを行うオブジェクトのこと。この用語は主にソフトウェアテストで使用される。
ソフトウェアシステムがアプリケーションソフトウェアの場合は、「テスト対象アプリケーション」と呼ばれる。
システムテストはテストサイクルの中では統合テストの後に行われるため、SUTという用語はソフトウェアの成熟段階を指すこともある。